# Kerry Collins
Kerry Michael Collins (Lebanon, 30 dicembre 1972) è un ex giocatore di football americano statunitense che ha giocato nel ruolo di quarterback per sedici stagioni nella National Football League (NFL). Fu scelto come quinto assoluto nel Draft NFL 1995 dai Carolina Panthers. Al college giocò a football a Penn State venendo premiato come All-American.

## Carriera professionistica

### Carolina Panthers
Collins fu scelto come quinto assoluto nel Draft 1995 dai Carolina Panthers, il primo giocatore scelto nella storia della neonata franchigia. In tre stagioni coi Panthers lanciò 7295 yard, 39 touchdown e 49 intercetti, con un passer rating di 65,6. Nella sua seconda stagione guidò i Panthers alla finale della NFC.
Collins lanciò 21 intercetti nella stagione 1997, con la squadra che terminò con un record di 7-9, solamente l'anno dopo essere arrivata in finale di conference.
Carolina iniziò la stagione 1998 con Collins come proprio quarterback titolare. Dopo aver perso tutte le prime quattro partite, Collins si recò nell'ufficio dell'allenatore Dom Capers, come in seguito lo stesso giocatore giocatore raccontò, dicendo: "Coach Capers il mio cuore non è qui, non sono felice e non mi sento di poter giocare in questo momento." Chiese di essere scambiato, non venendo accontentato da Carolina che invece lo svincolò. Passò a metà stagione ai New Orleans Saints dove terminò il 1998 con altre sette presenze come titolare ma solo due vittorie.
Collins in seguito affermò di non aver avuto intenzione di lasciare i Panthers, ma solo di rimanere fermò per qualche settimana. Tuttavia, Capers interpretò la sua richiesta come una volontà di lasciare la franchigia e fu svincolato. In seguito affermò che il suo comportamento era dovuto ai problemi con l'alcolismo. Dopo essere stato arrestato per guida in stato di ubriachezza nel seguito dell'anno, la NFL lo costrinse a seguire un trattamento contro l'abuso di sostanze.

### New York Giants
Collins iniziò la stagione 1999 come secondo quarterback nelle gerarchie dei Giants dietro Kent Graham, ma divenne titolare nella settimana 11 date le difficoltà di Graham mentre la squadra si trovava su un record di 5-4. Nella stagione 2000, Collins guidò i Giants fino al Super Bowl XXXV, dove furono sconfitti dai Baltimore Ravens. Nella stagione 2011, Collins stabilì un record NFL con 23 fumble, un primato negativo pareggiato nel 2002 da Daunte Culpepper. Nel 2002, Collins stabilì il nuovo record di franchigia dei Giants per yard passate in una singola stagione con 4.073 yard; questo primato fu superato da Eli Manning nel 2011. Dopo cinque stagioni, 68 partenze come titolare e 16.875 yard yard passate, Collins fu svincolato dai Giants nel 2004. La squadra aveva già firmato al suo posto l'ex MVP Kurt Warner e la prima scelta assoluta del Draft Eli Manning. Dopo essere stato svincolato, Collins firmò un contratto triennale del valore di 16,82 milioni di dollari con gli Oakland Raiders.

### Oakland Raiders
Collins iniziò la stagione 2004 come riserva di Rich Gannon, ma divenne titolare quando Gannon subì un infortunio al collo nella terza settimana della stagione regolare. Collins fu nominato titolare della squadra nella stagione 2005 dopo il ritiro di Gannon.
La stagione 2005 dei Raiders partì bene per Collins ma fu spostato in panchina dopo una sconfitta per 34-10 nella settimana 12 contro i San Diego Chargers. Dopo che il suo sostituto Marques Tuiasosopo perse 26-10 contro i New York Jets nella settimana 13, Collins tornò titolare nella settimana 14 contro i Cleveland Browns (una sconfitta 9–7 lin casa). Dopo due stagioni e un record di 7–21 coi Raiders, Collins fu svincolato il 10 marzo 2006.

### Tennessee Titans
Il 28 agosto 2006, Collins firmò un contratto annuale coi Tennessee Titans. Dopo tre gare, tutte perse dai Titans, Collins aveva completato meno della metà dei suoi passaggi e lanciato un solo touchdown a fronte di sei intercetti. Vince Young allora prese il suo posto dalla settimana 4 e Collins non vide più il campo per sei settimane. Il 5 marzo 2007 il giocatore rifirmò coi Titans.

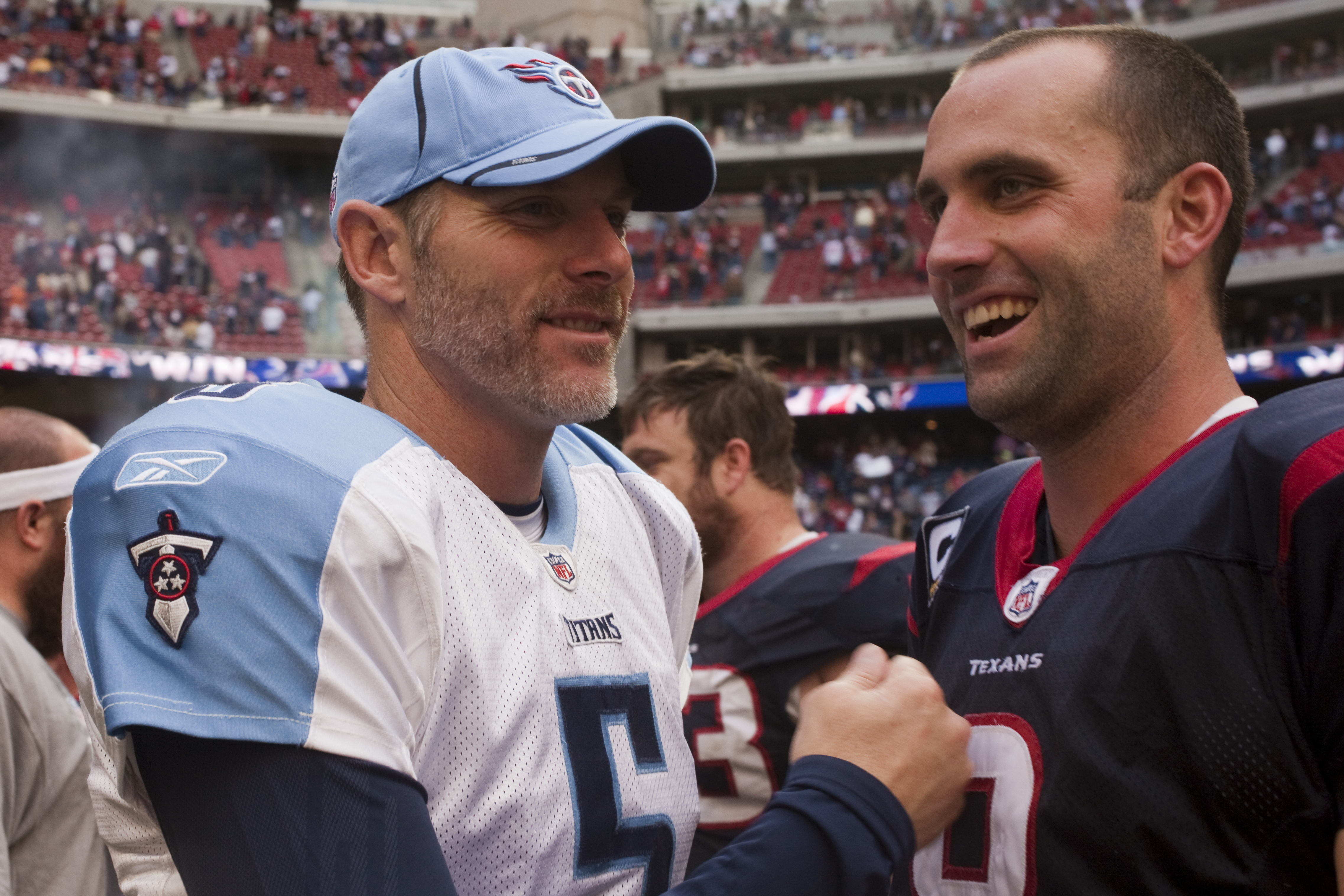
Kerry Collins (sinistra) con Matt Schaub.

Dopo che Young si infortunò contro i Jacksonville Jaguars il 7 settembre 2008, Collins terminò la gara al posto e fu nominato titolare per il resto della stagione 2008. Il 21 settembre 2008, Collins divenne il 15º giocatore della storia a superare le 35.000 yard passate in carriera. I Titans terminarono la stagione regolare 2008 con un record di 13–3, il migliore della AFC ed ebbero la possibilità di saltare il primo turno di playoff. Nel secondo turno persero coi Baltimore Ravens 13-10 a causa di un field goal dell'ultimo minuto di Matt Stover. Collins fece sapere a fine stagione che avrebbe voluto giocare anche nel 2009, ma solo come titolare. Kerry sostituì il quarterback dei Jets Brett Favre nel Pro Bowl 2009, dopo che la prima riserva Philip Rivers si era chiamata fuori. Rifirmò coi Titans il 27 febbraio 2009 un contratto biennale del valore di 15 milioni di dollari, di cui 8,5 milioni garantiti.
Collins tornò come quarterback titolare dei Titans all'inizio della stagione 2009. Nella settimana 6 i Titans furono sconfitti dai New England Patriots 59-0. Dopo quella sconfitta e un record di 0-6, coach Jeff Fisher sostituì Collins con Vince Young, che vinse cinque gare consecutive come titolare.

### Indianapolis Colts
Dopo aver annunciato il ritiro nel luglio 2011, il mese successivo Collins tornò sui suoi passi firmando con gli Indianapolis Colts per fungere da riserva di Peyton Manning, che stava recuperando da un infortunio al collo. I Colts nominarono Collins titolare nella settimana 1 della stagione, concludendo la striscia di Manning di 227 gare come titolare consecutive. Il 25 ottobre 2011, i Colts inserirono il giocatore in lista infortunati a causa di una commozione cerebrale, concludendo così la sua stagione. L'8 marzo 2012 fu svincolato, ritirandosi definitivamente all'età di 39 anni e all'undicesimo posto di tutti i tempi con oltre 40.000 yard passate in 195 partite.

## Palmarès

### Franchigia
- National Football Conference Championship: 1

New York Giants: 2000

### Individuale
- Convocazioni al Pro Bowl: 2

1996, 2008
- PFWA All-Rookie Team - 1995
- Maxwell Award - 1994
- Davey O'Brien Award - 1994

## Statistiche

### Stagione regolare
| 1995   | Carolina     | NFL    | 15  | 214   | 432   | 49.5 | 2,717  | 14  | 19  | 61.9 | 42  | 74  | 3  |
| 1996   | Carolina     | NFL    | 13  | 204   | 364   | 56.0 | 2,454  | 14  | 9   | 79.4 | 32  | 38  | 0  |
| 1997   | Carolina     | NFL    | 13  | 200   | 381   | 52.5 | 2,124  | 11  | 21  | 55.7 | 26  | 65  | 1  |
| 1998   | Carolina     | NFL    | 4   | 76    | 162   | 46.9 | 1,011  | 8   | 5   | 70.8 | 7   | 40  | 0  |
| 1998   | New Orleans  | NFL    | 7   | 94    | 191   | 49.2 | 1,202  | 4   | 10  | 54.5 | 23  | 113 | 1  |
| 1999   | NYG          | NFL    | 10  | 191   | 332   | 57.5 | 2,316  | 8   | 11  | 73.3 | 19  | 36  | 2  |
| 2000   | NYG          | NFL    | 16  | 311   | 529   | 58.8 | 3,610  | 22  | 13  | 83.1 | 41  | 65  | 1  |
| 2001   | NYG          | NFL    | 16  | 327   | 568   | 57.6 | 3,764  | 19  | 16  | 77.1 | 39  | 73  | 0  |
| 2002   | NYG          | NFL    | 16  | 335   | 545   | 61.5 | 4,073  | 19  | 14  | 85.4 | 44  | -3  | 0  |
| 2003   | NYG          | NFL    | 13  | 284   | 500   | 56.8 | 3,110  | 13  | 16  | 70.7 | 17  | 49  | 0  |
| 2004   | Oakland      | NFL    | 14  | 289   | 513   | 56.3 | 3,495  | 21  | 20  | 74.8 | 16  | 36  | 0  |
| 2005   | Oakland      | NFL    | 15  | 302   | 565   | 53.5 | 3,759  | 20  | 12  | 77.3 | 17  | 39  | 1  |
| 2006   | Tennessee    | NFL    | 4   | 42    | 90    | 46.7 | 549    | 1   | 6   | 42.3 | 0   | 0   | 0  |
| 2007   | Tennessee    | NFL    | 6   | 50    | 82    | 61.0 | 531    | 0   | 0   | 79.9 | 3   | -3  | 0  |
| 2008   | Tennessee    | NFL    | 16  | 242   | 415   | 58.3 | 2,676  | 12  | 7   | 80.2 | 25  | 49  | 0  |
| 2009   | Tennessee    | NFL    | 7   | 119   | 216   | 55.1 | 1,225  | 6   | 8   | 65.5 | 11  | 15  | 1  |
| 2010   | Tennessee    | NFL    | 10  | 160   | 278   | 57.6 | 1,823  | 14  | 8   | 82.2 | 10  | 1   | 0  |
| 2011   | Indianapolis | NFL    | 3   | 48    | 98    | 49.0 | 481    | 2   | 1   | 65.9 | 2   | -1  | 0  |
| Totale | Totale       | Totale | 198 | 3,487 | 6,261 | 55.7 | 40,922 | 209 | 196 | 73.8 | 374 | 686 | 10 |

### Playoff
| 1996   | Carolina | NFL    | 2 | 31  | 59  | 52.5 | 315   | 3  | 3  | 7  | 4  | 0 |
| 2000   | NYG      | NFL    | 3 | 56  | 98  | 57.1 | 622   | 5  | 6  | 14 | 26 | 0 |
| 2002   | NYG      | NFL    | 1 | 29  | 43  | 67.4 | 342   | 4  | 1  | 0  | 0  | 0 |
| 2008   | TEN      | NFL    | 1 | 29  | 42  | 61.9 | 281   | 0  | 1  | 1  | 0  | 0 |
| Totale | Totale   | Totale | 7 | 145 | 242 | 59.7 | 1,560 | 12 | 11 | 22 | 30 | 0 |